# Estadio de Bata
Das Estadio de Bata ist ein Fußballstadion mit Leichtathletikanlage in Bata in der westlichen Provinz Litoral in Äquatorialguinea. Es ist das größte Stadion des afrikanischen Landes.
Im Stadion fanden Spiele der, Fußball-Afrikameisterschaft der Frauen 2008, der Männer 2012 sowie 2015 statt.

## Geschichte
Das Stadion wurde 2007 mit 22.000 Plätzen fertiggestellt. Ein Jahr später war es einer von zwei Austragungsorte der Fußball-Afrikameisterschaft der Frauen 2008. Im Jahr 2012 ist Äquatorialguinea erstmals Austragungsort, zusammen mit Nachbarland Gabun, der Fußball-Afrikameisterschaft. Für das Turnier wurde die Sportstätte auf 35.700 Plätze ausgebaut. Es ist Austragungsort der Eröffnungsfeier und von acht Spielen darunter das Eröffnungsspiel und ein Halbfinale. Das umgebaute Stadion feierte seine Einweihung am 6. Januar 2012. Zu diesem Anlass trafen die Nationalmannschaften von Äquatorialguinea und Südafrika aufeinander. Die Partie endete mit einem 0:0-Unentschieden. Der Staatspräsident Äquatorialguineas Teodoro Obiang Nguema Mbasogo führte dabei den Anstoß aus. Bei der Fußball-Afrikameisterschaft 2015 fand u. a. das Endspiel im Estadio de Bata statt.
Der Spielstätte mit vormals einem umlaufenden Tribünenrang wurde ein Oberrang aufgesetzt. Die beiden Dachteile über der Haupt- und der Gegentribüne wichen einer kompletten Überdachung der Ränge. Die vier Flutlichtmasten wurden durch eine Anlage, die in das Dach integriert ist, ersetzt. Die Tribünen sind mit roten und blauen Kunststoffsitzen bestückt. Das vorher unverkleidete Äußere der Sportstätte wurde mit einer metallenen Fassade umhüllt. Zum Stadion gehören u. a. noch Fitnessräume, ein Hallenbad und ein Hotel.

## Galerie

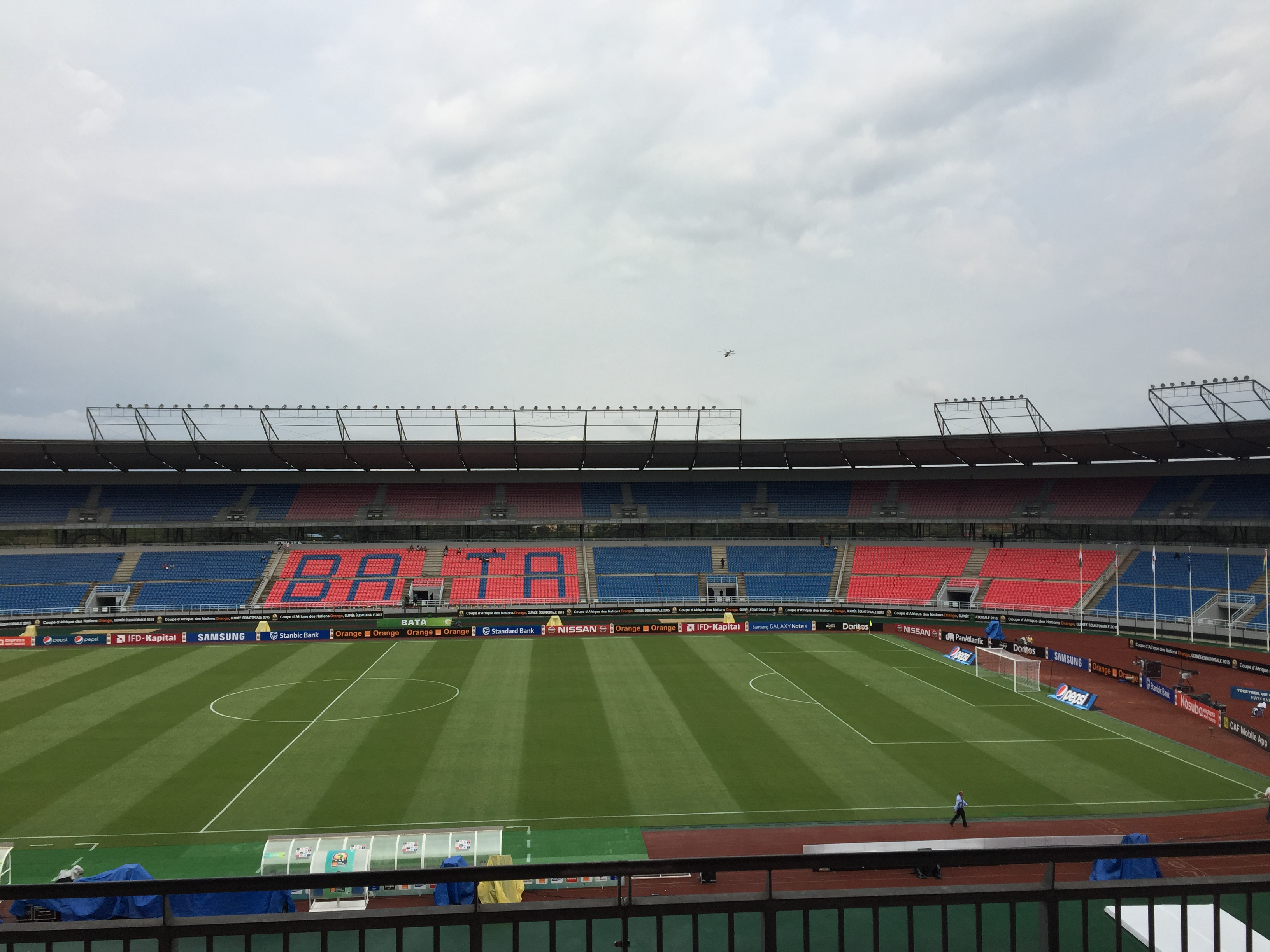
Der Innenraum im Februar 2015
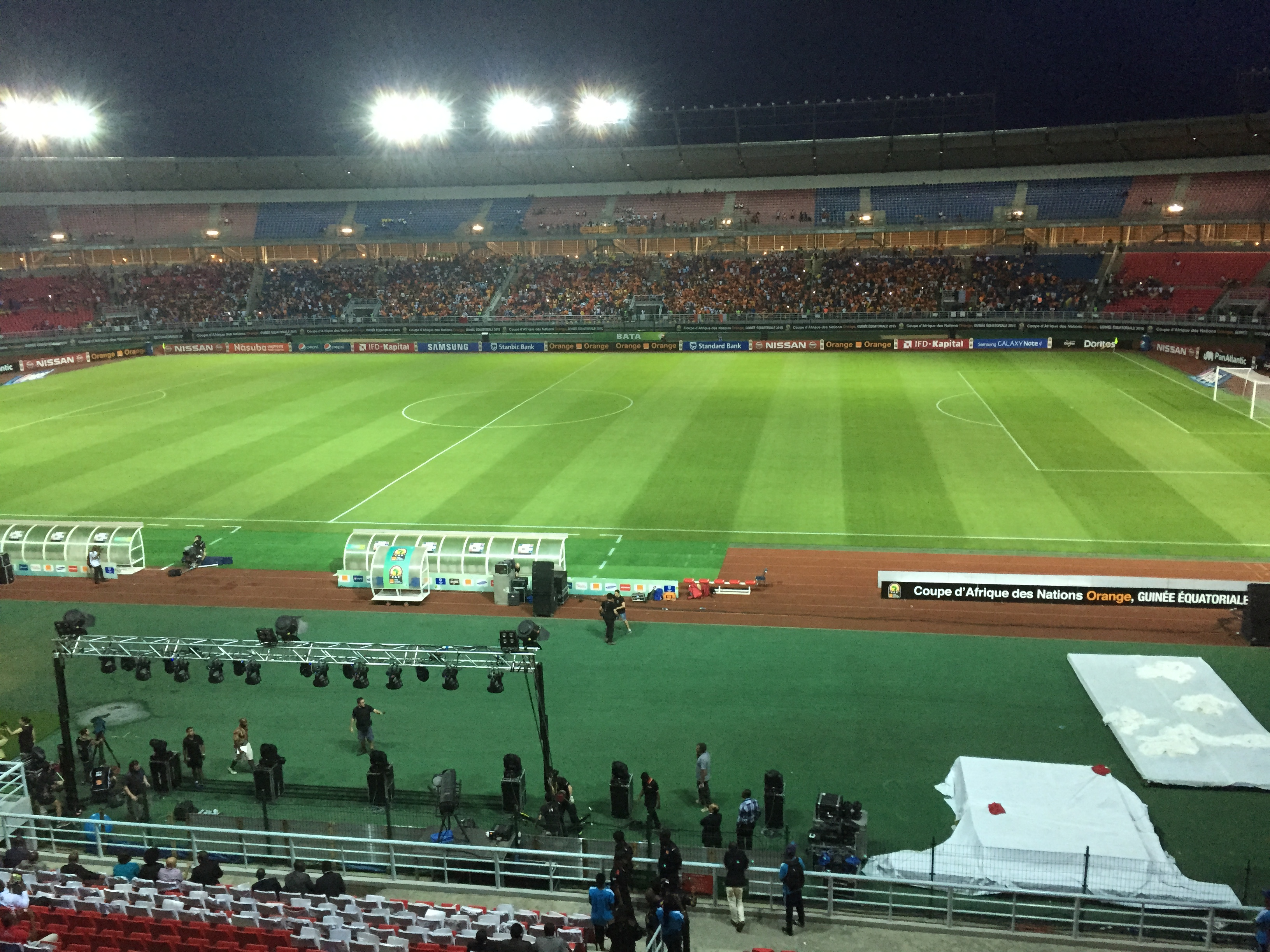
Das Stadion während der Fußball-Afrikameisterschaft 2015